# Kälvene kyrka
Kälvene kyrka är en kyrkobyggnad belägen i Kälvene i sydöstra delen av Falköpings kommun. Sedan 2002 tillhör kyrkan Yllestads församling (tidigare Kälvene församling) i Skara stift. 

## Kyrkobyggnaden
Kyrkan byggdes i slutet av 1100-talet av gråsten och murbruk. Kyrkans väggar är nu överslammade, men stenarnas konturer är väl synliga. I början av 1700-talet rasade kyrkans torn, och omkring 1780 byggdes klockstapeln. Klockstapens vimpel uppsattes 1889 och har därför detta missvisande årtal. Koret byggdes under 1700-talets senare hälft. Vapenhuset från 1929 ersatte det gamla vapenhuset i trä från omkring 1790. Mot vapenhusets södra vägg står några gamla gravstenar, bland annat en liljesten från medeltiden och en korsblomma.

## Inventarier
I vapenhuset finns en straffstock med plats för fyra personer. År 1953 installerades den nuvarande orgeln och elvärme. På altaret finns ett krucifix snidat i trä från 1930-talet. Vid foten finns det brinnande hjärtat och ankaret - symbolerna för kärleken och hoppet. Stenaltaret har på framsidan en målning från 1700-talet föreställande Nikodemus besök hos Jesus och dess sidor är träpanelade.